# Kościół Wniebowzięcia Najświętszej Marii Panny w Nysie

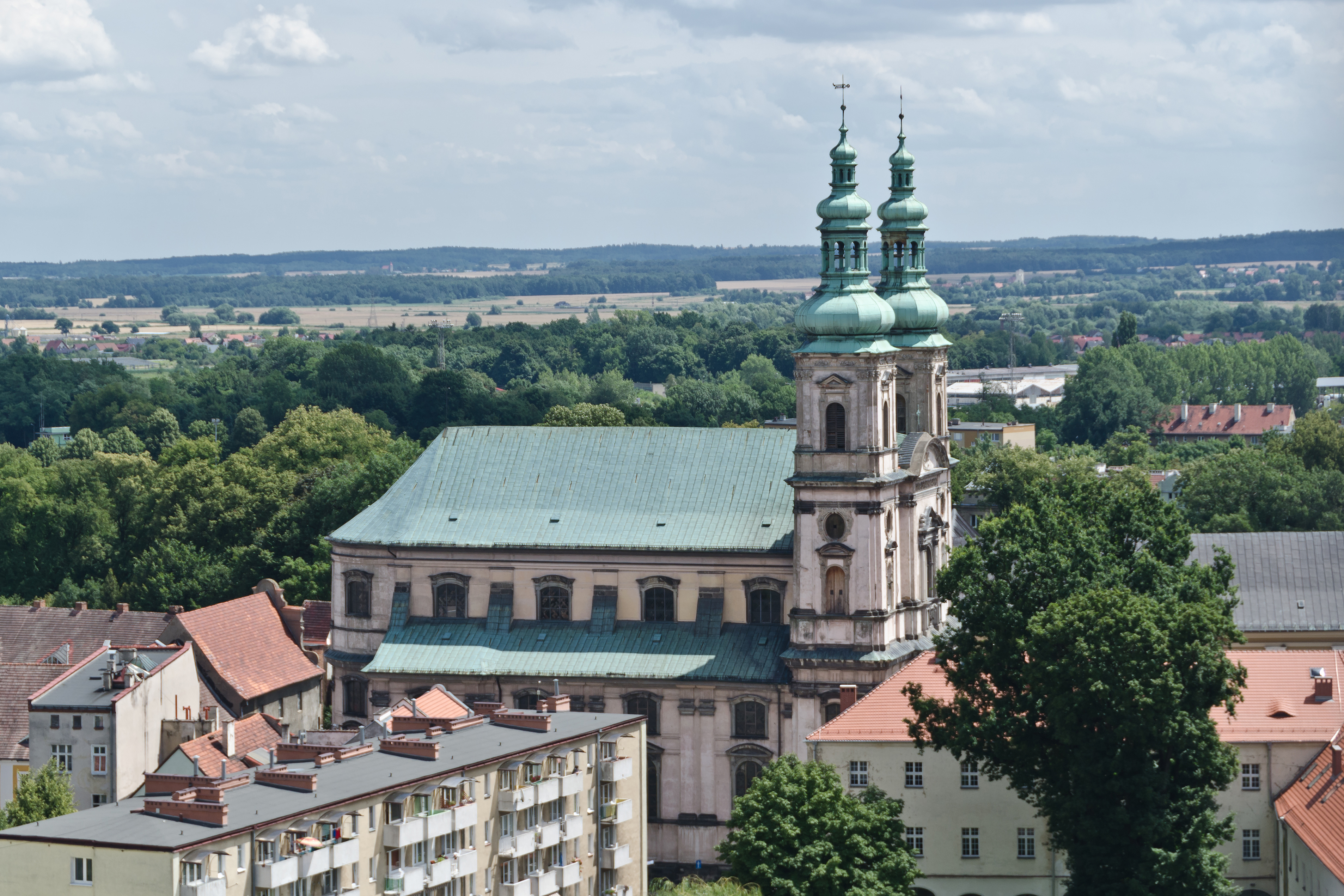
Kościół Wniebowzięcia Najświętszej Marii Panny w Nysie

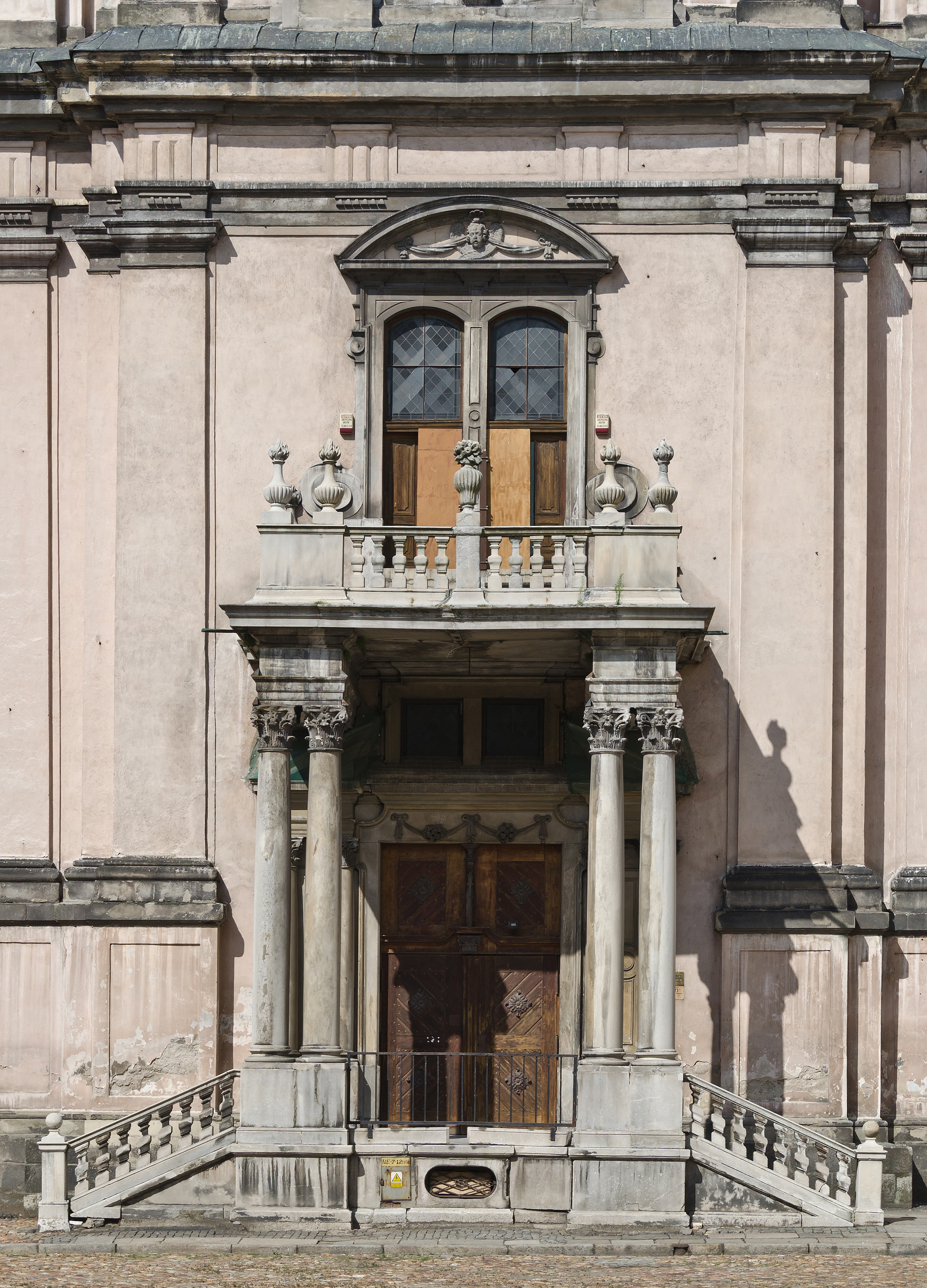
Główne wejście do świątyni

Kościół Wniebowzięcia Najświętszej Marii Panny w Nysie – kościół filialny
parafii św. Jakuba, dawniej jezuicki, stanowiący pierwszą budowlę sakralną tego zakonu na Śląsku.

## Historia
Jezuici zostali sprowadzeni do Nysy w 1622 r. przez biskupa wrocławskiego Karola I Habsburga, zamierzającego w ten sposób wzmocnić pozycję Kościoła katolickiego na Śląsku i uczynić z Nysy silny ośrodek kontrreformacji. Już w roku 1622 doszło w Księstwie nyskim do pierwszych procesów o czary i spalenia na stosie 6 kobiet uznanych za czarownice. Zakonnicy ci słynęli bowiem wówczas z działalności duszpasterskiej, politycznej, a także mecenatu nad nauką i sztuką.
Nysa miała stać się miastem uniwersyteckim, zamierzano stworzyć tu także kongregację, konwikt oraz seminarium duchowne. Plany te nie zostały zrealizowane ze względu na śmierć biskupa w 1624 roku.
Jezuici przybyli do Nysy, enklawy katolicyzmu i siedziby biskupów wrocławskich, stosunkowo późno ze względu na sprzeciw stanów śląskich, zdominowanych przez protestantów. Początkowo sprowadzonych zakonników osadzono przy Rynku Solnym, w nieistniejącym już klasztorze bożogrobców, których z kolei przeniesiono do obecnego klasztoru i kościoła św. Piotra i Pawła przy ulicy Brackiej.
Dopiero w latach 1669–1686 wzniesiono dla jezuitów kolegium według projektu Petra Schűllera z Ołomuńca.
Kolejny biskup wrocławski Karol Ferdynand Waza, ufundował kościół zaprojektowany przez Andreo Quadro z Mediolanu, a wznoszony pod kierownictwem najpierw mistrza budowlanego Mateusza Kirchbergera, a następnie nadwornego architekta biskupiego
Michała Kleina. Kamień węgielny pod budowę wmurowano 27 maja 1688 roku, a konsekracja świątyni przez biskupa Ludwika Franciszka von Neuburga została dokonana 1 czerwca 1692 roku.
Kościół spłonął podczas oblężenia miasta przez wojska napoleońskie w 1807 roku.
W każde imieniny fundatora, 4 listopada, wystawiana była podczas mszy świętej pozłacana kapsuła z sercem zmarłego w Madrycie biskupa Karola (znajduje się ona obecnie w skarbcu św. Jakuba mieszczącym się w dzwonnicy przy bazylice św. Jakuba).
Obecnie świątynia stanowi jeden z trzech kościołów filialnych parafii św. Jakuba. Co roku w sierpniu wyrusza stąd nyski strumień pielgrzymki na Jasną Górę.

## Architektura
Kościół jest orientowany ze znacznym odchyleniem ku północy, trójprzęsłowy, trójnawowy, barokowy kościół w formie bazyliki, nakryty dachem dwuspadowym oraz dachami pulpitowymi.
Trójosiowa frontowa fasada zachodnia, podzielona pilastrami, z odcinkowym naczółkiem, została opatrzona dwiema kwadratowymi, trójkondygnacyjnymi wieżami z hełmami i latarniami. Portyk przed fasadą wsparty jest na kolumnach o porządku korynckim.
Całe wnętrze kościoła, z wyjątkiem prezbiterium zamkniętego półkolistą apsydą, otaczają znajdujące się nad kruchtą i nad dwoma rzędami bocznych kaplic, połączone ze sobą empory pod arkadami o spłaszczonym łuku. Prostokątne kaplice boczne o ściętych narożnikach łączą się z szeroką nawą główną i prezbiterium poprzez półkoliste arkady.
Dwie wieże w przedłużeniu kaplic bocznych łączy wąskie przęsło mieszczące chór muzyczny z tęczą i półkolistą arkadą.
Jednoprzęsłowe, zamknięte półkoliście prezbiterium z dwiema kwadratowymi kaplicami o ściętych narożnikach jest nieco węższe od nawy i podwyższone w stosunku do niej o jeden stopień.
Przy południowej kaplicy prezbiterialnej usytuowana jest poprzeczna, piętrowa, trójprzęsłowa zakrystia z klatką schodową.
Sklepienia (krzyżowe nad nawami bocznymi i emporami oraz kolebkowo-krzyżowe z lunetami na gurtach nad nawą główną) ozdobione zostały geometryczną dekoracją sztukatorską, z plafonami wypełnionymi barokowymi malowidłami z przełomu XVII i XVIII wieku. Polichromie te przypisywane są nadwornemu malarzowi biskupa wrocławskiego, Karolowi Dankwartowi, który miał je wykonać około 1689 roku. Tematem fresków jest głównie apoteoza Matki Bożej – przedstawienia Maryi jako Królowej Proroków, Niepokalanego Poczęcia, Wniebowzięcia, adoracji Matki Boskiej z Dzieciątkiem oraz sceny z życia Jezusa i Maryi. Nietypowa, jak na okres baroku, jest niezależność tych malowideł od architektury oraz zupełny brak fresków iluzjonistycznych.
Prezbiterium sklepione krzyżowo oraz hemisferycznie z lunetami w zamknięciu, a zakrystia – kolebkowo z lunetami.
Wyposażenie wnętrza (ołtarze, ambona i konfesjonały) jest przeważnie późnobarokowe.
Ołtarz główny z 1691 roku, przedstawiający Wniebowzięcie z późnogotycką dębową figurą Maryi, zachował się tylko fragmentarycznie ze względu na pożar z 1807 roku. W 1860 roku wykonane zostały przez Bernarda Afingera uzupełnienia. Zachowało się srebrne tabernakulum z początku XVIII wieku, dzieło nyskiego złotnika Jana Franciszka Hartmana.
Ściany rozczłonkowane są pilastrami i zdwojonymi w narożnikach kompozytowymi kapitelami, podtrzymującymi fryz i wyłamujące się belkowanie.